# Bulgária a Junior Eurovíziós Dalfesztiválokon
Bulgária hét alkalommal vett részt a Junior Eurovíziós Dalfesztiválon.
A bolgár műsorsugárzó a Balgarszka Nacionalna Televizija, amely 1993 óta tagja az Európai Műsorsugárzók Uniójának, és 2007-ben csatlakozott a versenyhez.

## Története

### Évről évre

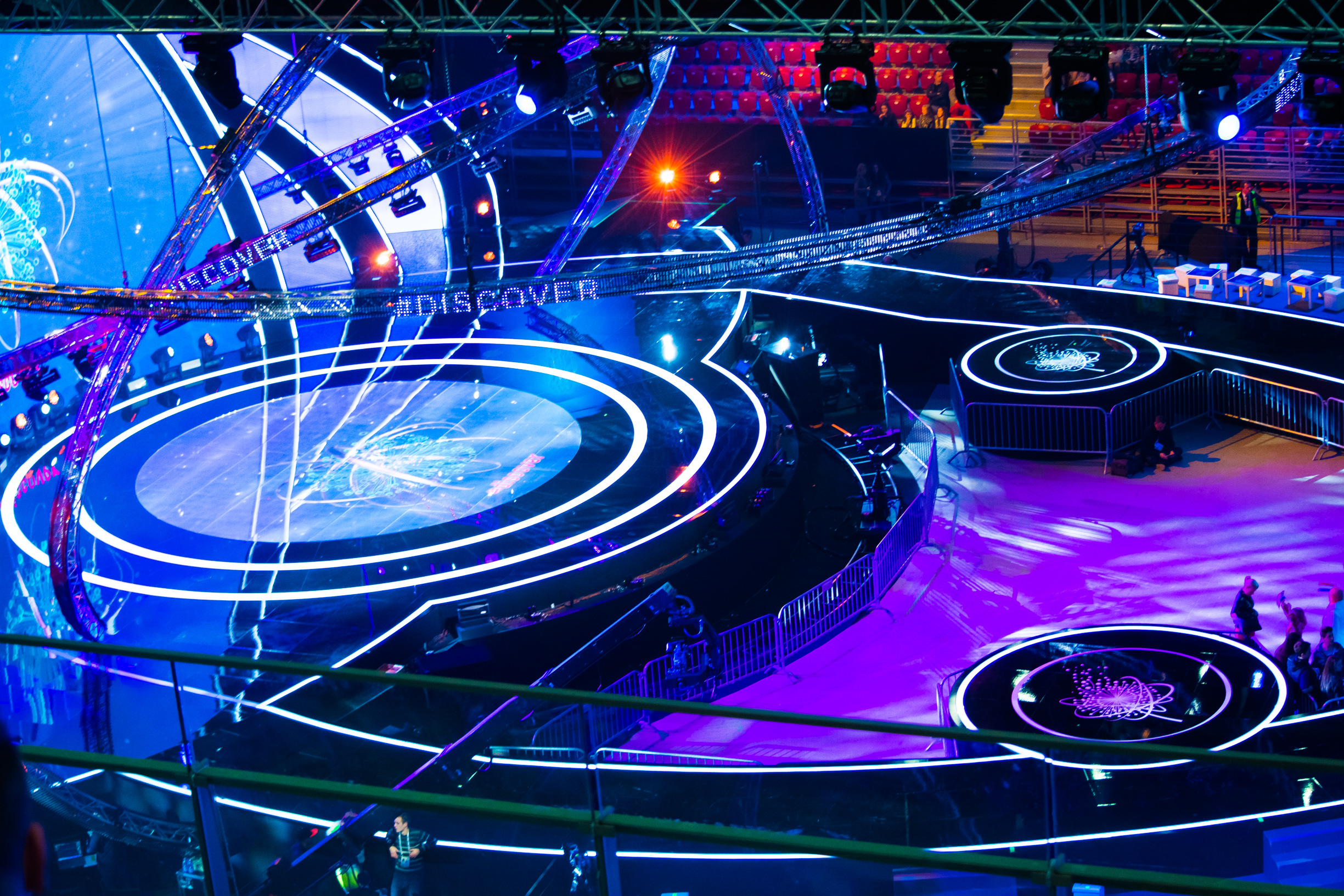
A 2015-ös verseny színpada

Bulgária a 2007-es Junior Eurovíziós Dalfesztiválon vett részt először. Első részvételük viszonylag sikeresnek mondható, mivel 86 ponttal a hetedik helyen végeztek. A következő évben érték el eddigi legrosszabb eredményüket, utolsók lettek ezért 2009-ben és 2010-ben nem vettek részt.
2011-ben, két kihagyott év után tértek vissza. Ekkor a nyolcadik helyet érték el. A bolgár tévé 2012-ben visszalépett a versenytől, és 2014-ben, újabb két év kihagyás után tért csak vissza. Ekkor érték el eddigi legjobb eredményüket Krisia, Hasan és Ibrahimnak köszönhetően. Planet of the Children című daluk csupán tizenkét ponttal maradt le a győztes Olaszország után. Ez 2017-ig egyben a legjobb bolgár helyezés volt bármely eurovíziós versenyen. Egy évvel később otthont adtak a versenynek. Hazai pályán a kilencedik helyet érték el és a következő évben szintén kilencedik helyen zártak. 2017-ben eredetileg jelezték részvételi szándékukat, majd később visszavonták.
2021-ben eredetileg nem terveztek volna részt venni, de a szeptember 2-án közzétett résztvevők listáján szerepeltek, így Bulgária négy év kihagyás után tért vissza a versenyhez. A döntőben végül tizenhatodikak lettek. 2022-ben jelezték részvételi szándékukat, ekkor azonban a szeptember 26-án közzétett hivatalos résztvevői listán nem szerepeltek, így nem vettek részt a jereváni versenyen és azóta sem indítottak újabb versenyzőt.

### Nyelvhasználat
Bulgária hét versenydala közül öt teljes egészében bolgár nyelvű volt, míg kettő bolgár és angol kevert nyelvű volt.

### Nemzeti döntő
Bulgáriában nem alakult ki hagyományos nemzeti válogatóműsor. Első két indulójukat egy tízfős nemzeti döntő segítségével választották ki, ahol a nézők döntötték el ki képviselje az országot. 2011-es visszatérésükkor válogatóműsort rendeztek, ami egy meghallgatásból, egy elődöntőből és egy döntőből állt. A döntőben újítás volt, hogy a közönség mellett a zsűri is beleszólt a végeredménybe.
Belső kiválasztást először 2014-ben alkalmaztak, amikor két kihagyott év után tértek vissza a dalversenyre. Aznap derült ki, hogy a BNT Kriszija Todorovát választotta az ország képviselésére. A produkcióban Haszan és Ibrahim gyermek zongoraművészek is közreműködtek. Daluk október 9-én jelent meg, amit aznap este a Slavi's Showban adtak elő élőben.
2015-ben több fordulós válogatóműsort rendeztek, hogy kiválasszák előadójukat. A szeptember 8-i döntőt Gabriela Jordanova nyerte, aki végül a döntő második helyezettjével, Ivan Sztojanovval duóban vett részt a hazai rendezésű dalversenyen. A következő évben ismét nemzeti válogatót használtak, ami a Decata na Bulgaria sa super néven futott. A műsor két elődöntőből és egy döntőből állt. Az első elődöntőben tizenöten szerepeltek és bolgár nyelvű dalokat énekeltek. Közülük tizenegyen jutottak tovább a második elődöntőbe, ahol már angol nyelvű dalokat dolgoztak fel. A döntőben végül négy előadó versenyzett, ugyanazokkal a dalokkal, mint az elődöntőben. Az elődöntőkben csak a zsűri értékelt, míg a döntőben a nézőket is bevonták a döntésbe.

## Résztvevők
| Év   | Előadó                              | Dal                    | Magyar fordítás     | Helyezés | Pontszám |
| ---- | ----------------------------------- | ---------------------- | ------------------- | -------- | -------- |
| 2007 | Bon-Bon                             | Bonbolandiya           | Édességek földje    | 7.       | 86       |
| 2008 | Krestiana Kresteva                  | Edna mechta"           | Egy álom            | 15.      | 15       |
|      |                                     |                        |                     |          |          |
| 2011 | Ivan Ivanov                         | Superhero              | Szuperhős           | 8.       | 60       |
|      |                                     |                        |                     |          |          |
| 2014 | Krisia, Hasan és Ibrahim            | Planet of the Children | A gyerekek bolygója | 2.       | 147      |
| 2015 | Gabriela Yordanova és Ivan Stoyanov | Colour of Hope         | A remény színe      | 9.       | 62       |
| 2016 | Lidia Ganeva                        | Magical Day            | Varázslatos nap     | 9.       | 161      |
|      |                                     |                        |                     |          |          |
| 2021 | Denislava és Marti                  | Voice Of Love          | A szeretet hangja   | 16.      | 77       |

## Szavazástörténet

### 2007–2021
| Hely | Ország           | Pont |
| ---- | ---------------- | ---- |
| 1.   | Örményország     | 52   |
| 2.   | Grúzia           | 42   |
| 3.   | Oroszország      | 38   |
| 4.   | Fehéroroszország | 34   |
| 5.   | Málta            | 33   |
| 6.   | Ukrajna          | 29   |
| 7.   | Olaszország      | 24   |
| 8.   | Hollandia        | 23   |
| 9.   | Észak-Macedónia  | 20   |
| 10.  | Szerbia          | 15   |

| Hely | Ország          | Pont |
| ---- | --------------- | ---- |
| 1.   | Észak-Macedónia | 36   |
| 2.   | Olaszország     | 35   |
| 3.   | Hollandia       | 31   |
| 4.   | Grúzia          | 30   |
| 5.   | Málta           | 29   |
| 6.   | Örményország    | 22   |
| 7.   | Ciprus          | 20   |
| 7.   | Szerbia         | 20   |
| 9.   | Ukrajna         | 20   |
| 10.  | Írország        | 18   |

Bulgária sosem adott pontot a következő országoknak: Görögország, Horvátország, Izrael, Lettország, Montenegró, Németország San Marino
Bulgária sosem kapott pontot a következő országoktól: Franciaország, Izrael, Kazahsztán, Németország, San Marino, Spanyolország

## Rendezések
2014-ben Olaszország nyerte a dalversenyt, viszont anyagi okokra hivatkozva úgy döntött, hogy nem ad otthont a dalfesztiválnak. A verseny szervezői ezt követően bejelentették, hogy két ország is pályázik a 2015-ös verseny rendezési jogára: az előző évben második helyezett Bulgária (mely 2015. január 15-én hivatalosan is megerősítette rendezési szándékát) és Málta, a 2014-es verseny házigazdája. Végül március 30-án vált hivatalossá, hogy Bulgária ad majd otthont a dalfesztiválnak.

A verseny pontos helyszíne a fővárosában, Szófiában található Arena Armejec volt, mely 15 000 fő befogadására alkalmas. 2015. július 13-án jelentették be, hogy az ország második legnagyobb városa, Plovdiv is pályázott korábban a rendezésre, de a pályázatot megfelelő helyszín hiányában elutasították. A lehetséges helyszín egy 6 800 fő befogadására képes lóversenypálya lett volna.
A logó egy pongyola pitypang lett, utalva ezzel Bulgária növényvilágára és a gyermekekre, akik kedvelt játéka a virág szürke terméseinek elfújása, míg a hivatalos szlogen a #discover (magyarul: #fedezdfel) lett. 2015. október 21-én jelentették be a műsorvezetőt Poli Genova személyében. Az énekesnő korábban 2011-ben képviselte országát az Eurovíziós Dalfesztiválon, később 2016-ban is. A nyitóceremóniát szintén egy korábbi eurovíziós versenyző, Joanna Dragneva prezentálta. Az énekesnő a 2008-as Eurovíziós Dalfesztiválon vett részt a Deep Zone tagjaként, DJ Balthazar közreműködésében.
A képeslapokban egyaránt szerepeltek a versenyzők, és a házigazda ország látnivalóit is megjelenítették. Elsőként a versenyzők országukban készült szelfijei jelentek meg táblagépeken, majd az énekesek rövid üzeneteket küldtek a nézőknek. Ezt követően három bolgár fiatal felkereste az ország különböző látványosságait. Ezután arany színben megjelent Bulgária térképe, és a fiatalok kalandjairól készült képek, a képeslapok egyes jelenetei buborékokban voltak láthatóak. A térképen feltüntették az adott képeslapban érintett helyeket és az egyes előadókhoz köthető városokat. Végül egy buborékban feltűntek a képeslapok elején látható szelfik, majd az egyes országok zászlói.
| Év   | Város            | Helyszín      | Műsorvezető(k) |
| ---- | ---------------- | ------------- | -------------- |
| 2015 | Bulgária, Szófia | Arena Armejec | Poli Genova    |

## Háttér
| Év        | Rendező   | Kommentátor                                      | Pontbejelentő                                    |
| --------- | --------- | ------------------------------------------------ | ------------------------------------------------ |
| 2007      | Rotterdam | Elena Rosberg és Georgi Kushvaliev               | Lyubomir Hadjiyski                               |
| 2008      | Limassol  | Elena Rosberg és Georgi Kushvaliev               | Marina Baltadzi                                  |
| 2009–2010 | 2009–2010 | Nem vettek részt és nem közvetítették a versenyt | Nem vettek részt és nem közvetítették a versenyt |
| 2011      | Jereván   | Elena Rosberg és Georgi Kushvaliev               | Samuil Sarandev-Sancho                           |
| 2012–2013 | 2012–2013 | Nem vettek részt és nem közvetítették a versenyt | Nem vettek részt és nem közvetítették a versenyt |
| 2014      | Marsa     | Elena Rosberg és Georgi Kushvaliev               | Ina Angelova                                     |
| 2015      | Szófia    | Elena Rosberg és Georgi Kushvaliev               | Vladimir Petkov                                  |
| 2016      | Valletta  | Elena Rosberg és Georgi Kushvaliev               | Milen Pavlov                                     |
| 2017–2020 | 2017–2020 | Nem vettek részt és nem közvetítették a versenyt | Nem vettek részt és nem közvetítették a versenyt |
| 2021      | Párizs    | Elena Rosberg és Georgi Kushvaliev               | Arianne                                          |
| 2022–     | 2022–     | Nem vettek részt és nem közvetítették a versenyt | Nem vettek részt és nem közvetítették a versenyt |

## Galéria
- Gabriela Jordanova és Ivan Sztojanov Szófiában (2015)
- Lidia Ganeva Vallettán (2016)

## Lásd még
- Bulgária az Eurovíziós Dalfesztiválokon